# Estado con reconocimiento limitado

Reconocido por Estados no miembros de la ONU
Reconocidos por al menos un Estado miembro de la ONU
Estados miembros de la ONU no reconocidos por al menos un Estado miembro de la ONU

Un Estado con reconocimiento limitado, Estado no reconocido o Estado sin reconocimiento es un territorio cuya soberanía no está reconocida internacionalmente a pesar de ser administrado parcial o plenamente por algún organismo al menos potencialmente autónomo.
Estos territorios son Estados de facto en la medida en que tienen territorio, población y gobierno autónomo, pero no se reconoce su independencia o soberanía por cuestiones de política o legalidad.
En particular, el derecho internacional consuetudinario prohíbe el reconocimiento de Estados en estos supuestos:
- Cuando su creación es consecuencia del uso de la fuerza armada en las relaciones internacionales (p. ej. la República Turca de Chipre del Norte)
- Cuando la entidad secesionista viola normas imperativas de derecho internacional como la prohibición del apartheid, el genocidio o la limpieza étnica.
- Cuando el reconocimiento de la independencia supone una injerencia en los asuntos internos de un Estado.

## Criterios de inclusión
Los criterios para la inclusión significan que una entidad política debe reclamar la soberanía, no contar con el reconocimiento de al menos un Estado miembro de la ONU y satisfacer la teoría declarativa de la estadidad o ser reconocido como estado por al menos un Estado miembro de la ONU.

## Estados actuales por nivel de reconocimiento

### Reconocidos por Estados no miembros de la Organización de las Naciones Unidas
- Somalilandia:

Situada en territorio reconocido internacionalmente como parte de Somalia, limitando con Etiopía, Yibuti, la región de Puntlandia y el golfo de Adén. En mayo de 1991, los clanes declararon la República de Somalilandia, que incluye cinco de las dieciocho divisiones administrativas de Somalia. Es reconocido por Taiwán (República de China), cuyo Ministerio de Relaciones Exteriores se refiere a Somalilandia como país a partir de 2023. El 1 de enero de 2024, Etiopía y Somalilandia firmaron un memorando de entendimiento por el que se concede a Etiopía acceso al mar Rojo a través del puerto de Berbera a cambio de un posible reconocimiento. 
- Transnistria:

Esta región, situada en el margen oriental del río Dniéster junto a la frontera con Ucrania, es reconocida como parte integral de Moldavia por la comunidad internacional. Tras la disolución de la Unión Soviética, Transnistria se declaró independiente unilateralmente en 1990. Este acto solo ha sido reconocido por Abjasia y Osetia del Sur, países de reconocimiento limitado. La mayoría de la población es eslava.

### Reconocidos por al menos un Estado miembro de la Organización de las Naciones Unidas
- Abjasia:

Situada entre el mar Negro y el Cáucaso, formó parte de la Unión Soviética como una república autónoma perteneciente a Georgia. Cuando la URSS se disolvió y Georgia se convirtió en independiente, Abjasia declaró su independencia en 1992 y estalló una guerra, que finalizó dos años después. Desde entonces, gran parte del territorio se mantuvo fuera del control del gobierno de Georgia, a excepción de ciertas zonas del sur y el este de la región. Tras la guerra en Osetia del Sur en 2008 y la intervención militar rusa, las tropas georgianas fueron expulsadas de Abjasia.
La República de Abjasia ha sido reconocida internacionalmente por cinco Estados miembros de la Naciones Unidas: Rusia, Nicaragua, Venezuela, Nauru y Siria. También está reconocida por Osetia del Sur y Transnistria.
- Chipre del Norte:

Tras la independencia de la República de Chipre, las comunidades griegas y turcas de la isla se enfrentaron duramente por el futuro del país y la distribución de poder en él. En ese contexto, Turquía ocupó el 37% del territorio de la isla en junio de 1974 tras un golpe de Estado realizado por griegos favorables a la unión de la isla con Grecia. El territorio ocupado declaró su independencia el 15 de noviembre de 1983 y ha sido reconocida solamente por Turquía.
Es miembro observador de la Organización para la Cooperación Islámica bajo la denominación de «Estado Turco Chipriota». En 2004, la República de Chipre ingresó en la Unión Europea; ya que esta organización no reconoce la independencia de la RTNC, dicho territorio es considerado de iure como parte integrante de la unión supranacional, aun cuando su legislación no es aplicada en él.
- Kosovo:

La región de Kosovo estuvo históricamente en una encrucijada de naciones, siendo considerada por los serbios como el origen de su cultura, aunque desde hace décadas es habitada por una mayoría de origen albanés. En 1991, tras la disolución de Yugoslavia, Kosovo declaró su independencia de Serbia, pero esta no fue reconocida. Tras la guerra de Kosovo, el Consejo de Seguridad de las Naciones Unidas aprobó la resolución 1244 que estableció una administración internacional del territorio hasta encontrar una solución aceptable por la población kosovar y el gobierno de Serbia.
El 17 de febrero de 2008 fue declarada unilateralmente la independencia de Kosovo, la cual fue rechazada por la República de Serbia pero apoyada por varios países, principalmente occidentales. En 2012, la Corte Internacional de Justicia comunicó, en una decisión no vinculante, que la declaración no violaba el derecho internacional ni la resolución 1244.
En la actualidad, la República de Kosovo ha sido reconocida internacionalmente por 113 países miembros de la Organización de las Naciones Unidas, además de la República de China (Taiwán).
- Osetia del Sur:

Tras la disolución de la Unión Soviética, Osetia del Sur se declaró unilateralmente como una república independiente de Georgia en 1991. Después de un año de guerra, se proclamó el alto el fuego que permitió mantener la independencia de facto en parte importante del territorio sudosetio. En 2008 tuvo lugar una breve pero intensa guerra, en la que Rusia intervino expulsando a las tropas georgianas.
Tras dicho enfrentamiento, Osetia del Sur ha sido reconocido internacionalmente por cinco Estados miembros de las Naciones Unidas: Rusia, Nicaragua, Venezuela, Nauru y Siria. También está reconocida por Abjasia, la República Árabe Saharaui Democrática y Transnistria.
- República Árabe Saharaui Democrática:

Disputa a Marruecos el control del Sahara Occidental. Fue proclamada por el Frente Polisario en 1976 y en la actualidad, tras el plan de arreglo de 1991, ocupa el 20% del Sahara occidental, denominado Zona Libre.  
Esta república ha sido reconocida internacionalmente por 84 países miembros de las Naciones Unidas, aunque actualmente solo 42 mantienen relaciones diplomáticas. La RASD es, además, miembro pleno de la Unión Africana. La mayoría de la comunidad internacional considera el Sahara Occidental como un territorio ocupado, sin reconocer ni activa ni explícitamente la soberanía de la RASD ni de Marruecos sobre el área. Las Naciones Unidas han incluido al Sahara Occidental en la Lista de territorios no autónomos, establecida por el Comité de Descolonización.
- República de China:

La actual República de China gobierna la isla de Formosa y algunas otras islas pequeñas desde 1949, fecha en que el gobierno de la antigua República de China (fundada por Sun Yatsen en 1912 y que gobernó toda China) se refugió en dichas islas al ser derrotada en la guerra civil china por las tropas comunistas, quienes proclamaron en su reemplazo la República Popular China en el territorio continental.
La República de China mantuvo el reconocimiento de gran parte de la comunidad internacional en los primeros años y, bajo la política de «Una sola China», el gobierno nacionalista mantuvo su reclamación sobre el total del territorio chino. En los años posteriores, el reconocimiento internacional se trasladó mayoritariamente hacia la República Popular China, que administraba la mayoría del territorio. El 25 de octubre de 1971, por la resolución 2758 de la Asamblea General de la ONU, la República Popular China reemplazó oficialmente a la República de China como representante del país ante las Naciones Unidas. La República Popular China considera hoy al gobierno en Taiwán como una «provincia rebelde» defendiendo el concepto de indivisibilidad de China. Aunque la República de China mantiene oficialmente hasta hoy dicha política, ha ido dejando de lado su reclamación activa de la totalidad del país y ha defendido su derecho a administrar independientemente el territorio actualmente ocupado.
Actualmente, la República de China es reconocida oficialmente por solamente doce Estados miembros de las Naciones Unidas, además de la Ciudad del Vaticano, como legítimo representante de la China histórica. La comunidad internacional en su mayoría considera a dicho territorio como parte de la República Popular China, aunque muchos de ellos han establecido otros tipos de relaciones no oficiales con el gobierno en Taiwán. Tras un acuerdo con la República Popular China, los habitantes provenientes de la República de China pueden participar en eventos deportivos internacionales bajo el nombre de China Taipéi.

### Estado observador de la ONU no reconocido por al menos un Estado miembro de la ONU
- Palestina:

El 15 de noviembre de 1988, la Organización para la Liberación de Palestina declaró en Argel la independencia del Estado de Palestina, tomando en consideración el Plan de las Naciones Unidas para la partición del Mandato Británico de Palestina en 1947 y que permitió la fundación del Estado de Israel al año siguiente. Aunque el Estado de Palestina no poseía control de facto de ningún territorio, fue reconocido en cerca de un centenar de países en los primeros años. Tras los Acuerdos de Oslo, la Autoridad Nacional Palestina (ANP) ha administrado algunas zonas dentro de los Territorios Palestinos (compuestos por Cisjordania y la Franja de Gaza), mientras el resto es ocupado por Israel.
En la actualidad, 148 Estados miembros de las Naciones Unidas reconocen la soberanía del Estado de Palestina, además de la Santa Sede y la República Saharaui; mientras una decena de otros países tienen relaciones informales con la ANP. En 2011 solicitó la admisión como Estado observador de la Organización de las Naciones Unidas, la que fue aceptada al año siguiente por la Asamblea General de las Naciones Unidas con 138 votos a favor (de un total de 193 Estados miembros).

### Estados miembros de la ONU no reconocidos por al menos un Estado miembro de la ONU
- Armenia:

Armenia declaró su independencia en 1991 tras la disolución de la Unión Soviética. No es reconocida por Pakistán, como forma de apoyo a Azerbaiyán en el conflicto del Alto Karabaj.
- Chipre:

Declarada independiente en 1960, Chipre no es reconocida por Turquía ni la República Turca del Norte de Chipre como respuesta a la violencia intercomunal desatada a partir del golpe de Estado de 1974.
- Corea del Norte:

Establecida en 1948 tras la división de Corea, no es reconocida por Corea del Sur, Japón y Taiwán. Ucrania retiró su reconocimiento después de que el régimen norcoreano reconociera los territorios rebeldes de Donetsk y Lugansk en el Dombás.
- Corea del Sur:

Establecida en 1948 tras la división de Corea, no es reconocida por Corea del Norte.
- Israel:

Es un miembro pleno de las Naciones Unidas, reconocido internacionalmente tras su formación en 1948 producto del plan de partición del Mandato Británico de Palestina. Sin embargo, aún no es reconocido por 28 países miembros de la ONU, muchos de los cuales son miembros de la Liga Árabe o la Organización para la Cooperación Islámica. De todos sus vecinos en el Medio Oriente, solo Egipto y Jordania reconocen a Israel, tras la firma de sus respectivos tratados de paz; además de Emiratos Árabes Unidos y Baréin; por otro lado, otros países del Mundo árabe, como Sudán y Marruecos lo reconocen; de igual forma, el Estado de Palestina reconoce oficialmente la existencia de Israel. Irán, que fue uno de los primeros países en reconocer la creación de Israel, retiró ese reconocimiento tras la Revolución Islámica en 1979. Otros países del mundo islámico, si bien no reconocen oficialmente a Israel, han mantenido algunos niveles de contacto: en Catar, Omán y Túnez existieron oficinas comerciales o de interés, aunque posteriormente fueron cerradas.
- República Popular China:

Establecida en 1949 tras la victoria en la guerra civil china. No es reconocida por la República de China, localizada actualmente en Taiwán, ni por los 12 países que reconocen a la República de China como único representante de la nación, siguiendo la política de «Una sola China». La República Popular China es miembro pleno de las Naciones Unidas y posee uno de los cinco puestos permanentes en el Consejo de Seguridad.

## Entidades excluidas
- La Soberana Orden Militar de Malta es una entidad soberana no estatal y no está incluida, ya que no reivindica ni la condición de Estado ni el territorio. Ha establecido relaciones diplomáticas plenas con 112 países[25] como sujeto soberano del derecho internacional y participa en las Naciones Unidas como entidad observadora. Aunque algunos Estados no la reconocen como sujeto de derecho internacional, la orden mantiene relaciones oficiales, pero no diplomáticas, con otros cinco Estados: Bélgica, Suiza, Francia, Luxemburgo y Canadá.
- Los pueblos no contactados que viven en sociedades que no pueden definirse como Estados o cuyos Estados como tales no son definitivamente conocidos.
- Algunas entidades y regiones subnacionales funcionan como estados independientes de facto, con el gobierno central ejerciendo poco o ningún control sobre su territorio. Sin embargo, estas entidades no afirman explícitamente ser estados independientes y, por lo tanto, no están incluidas. Los ejemplos incluyen Galmudug y Puntlandia en Somalia, Gaza en Palestina, el Kurdistán Sur en Irak, Rojava en Siria, el Estado Wa en Birmania.
- Las entidades que se consideran micronaciones no están incluidas. Aunque las micronaciones generalmente afirman ser soberanas e independientes, a menudo es discutible si una micronación realmente controla su territorio reclamado. Por esta razón, las micronaciones generalmente no se consideran de relevancia geopolítica.
- Aquellas áreas que sufren guerras civiles y otras situaciones con problemas sobre la sucesión del gobierno, independientemente de la alineación temporal con los criterios de inclusión (por ejemplo, al recibir reconocimiento como gobierno estatal o legítimo), donde el conflicto todavía está en su fase activa, la situación es demasiado rápida, cambiante y donde aún no han surgido protoestados relativamente estables. Los ejemplos incluyen al Gobierno Interino Sirio en Siria, a la Cámara de Representantes en Libia y el Consejo Político Supremo en Yemen.
- Grupos rebeldes que han declarado su independencia y ejercen cierto control sobre el territorio, pero en las que fuentes fiables no describen como alcanzado el umbral de un Estado soberano bajo el derecho internacional. Los ejemplos incluyen Ambazonia y el Movimiento de Yemen del Sur.
- Los de los movimientos irredentistas actuales y los gobiernos en el exilio que no satisfacen los criterios de inclusión al no satisfacer simultáneamente la teoría declarativa y no haber sido reconocidos como gobiernos estatales o legítimos por ningún otro estado. Los ejemplos incluyen la proclamación de la República Catalana o a organizaciones políticas como la Administración Central Tibetana.

## Datos básicos
Datos de los territorios que no son miembros plenos de las Naciones Unidas y que buscan reconocimiento internacional:
| Territorio                           | Área (km²) | Población         | Idiomas oficiales         | Capital                                      |
| ------------------------------------ | ---------- | ----------------- | ------------------------- | -------------------------------------------- |
| Abjasia                              | 8660       | 245 246 (2018)    | Abjasio, georgiano y ruso | Sujumi                                       |
| Chipre del Norte                     | 3355       | 326 000 (2017)    | Turco                     | Nicosia del Norte                            |
| Kosovo                               | 10 887     | 1 751 000 (2024)  | Albanés y serbio          | Pristina                                     |
| Osetia del Sur                       | 3900       | 53 532 (2015)     | Osetio y ruso             | Tsjinvali                                    |
| Palestina                            | 6020       | 5 548 000 (2024)  | Árabe                     | Jerusalén Este (de iure) y Ramala (de facto) |
| República Árabe Saharaui Democrática | 266 000    | 502 585 (2010)    | Árabe y español           | El Aaiún (de iure) y Tifariti (de facto)     |
| República de China                   | 36 197     | 23 780 452 (2018) | Chino mandarín            | Taipéi                                       |
| Somalilandia                         | 176 120    | 3 508 180 (2017)  | Somalí y árabe            | Hargeisa                                     |
| Transnistria                         | 4163       | 469 000 (2018)    | Ruso, moldavo y ucraniano | Tiráspol                                     |